# 古顶水电站
古顶水电站位于中国广西壮族自治区融水苗族自治县和睦镇古顶村油榨屯，是柳江规划的第七个梯级水电站，上距融水县城16千米，下距柳州市116千米。工程于2003年动工，2006年竣工。电站大坝为重力坝，主坝坝高28.6米，坝顶长798米。电站总装机容量80兆瓦，平均年发电量3.33亿千瓦时。船闸为100吨级，设计年货运量110万吨。电站水库总库容3.25亿立方米，水面面积8.869平方千米。